# Список зоологических журналов

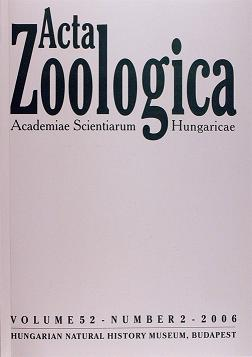
Acta Zoologica Academiae Scientiarum Hungaricae

Список зоологических журналов включает журналы и другие периодические издания, публикующие зоологические статьи и монографии, распределённые по алфавиту. Также зоологические статьи публикуют орнитологические и энтомологические журналы, которые не включены в этот список.
По уровню цитирования (Импакт-фактор, Science Citation Index), первое место в мире в своей категории наук (зоология) среди всех зоологических журналов за 28 лет (1981—2008) занимает Systematic Zoology (далее: Behavioral Ecology, Journal of Comparative Neurology, Journal of Animal Ecology, American Zoologist, Physiological Zoology, Animal Behaviour, J. Exp. Psychology:Animal Behavior Processes, Behavioral Ecology and Sociobiology, Ethology and Sociobiology). Лидерами по другому рейтингу научных журналов о животных (SCimagoJr.com, 2011) стали: «Journal of Experimental Zoology Part B: Molecular and Developmental Evolution», Evolution and Human Behavior, Journal of Animal Ecology, Animal Cognition, Mammal Review, Integrative and Comparative Biology, «Journal of Comparative Physiology A: Neuroethology, Sensory, Neural, and Behavioral, Physiology», Animal Behaviour, Frontiers in Zoology, Parasitology.

## А
• Амурский зоологический журнал (Учрежден в 2009 году Благовещенским государственным педагогическим университетом; с ноября 2018 года учредитель журнала — Российский государственный педагогический университет им. А. И. Герцена)

## З
- Зоологический журнал, Россия, с 1916 назывался "Русский зоологический журнал", с 1931 года переименован в "Зоологический журнал" (Zoologichesky zhurnal, в 1997-1999 назывался Russian Journal of Zoology)

## A
- Acta Zoologica Academiae Scientiarum Hungaricae, Венгрия, 1954
- Acta Zoologica Bulgarica, Болгария, 1949
- Acta Zoologica Cracoviensia
- Acta Zoologica Fennica, Финляндия
- Acta Zoologica Lilloana
- Acta Zoologica Lituanica, Литва
- Acta Zoologica Mexicana, Мексика
- Acta Zoologica: Morphology and Evolution
- Acta Zoologica Sinica, Китай
- Acta Zoologica Taiwanica, Тайвань
- Acta Zoologica Universitatis Comenianae
- African Invertebrates
- African Zoology Journal
- Animal Biology, бывший журнал Netherlands Journal of Zoology
- Animal Conservation, проблемы охраны животных
- Annales Zoologici Fennici
- Archivos de Zootecnia, посвящён домашним животным
- Australian Journal of Zoology

## B
- Belgian Journal of Zoology, Бельгия

## C
- Canadian Journal of Zoology, Канада
- Central European Journal of Biology
- Contributions to Zoology (Bijdragen tot de Dierkunde)

## I
- Integrative and Comparative Biology, бывший журнал American Zoologist
- International Journal of Zoology,
- Invertebrate Zoology
- Israel Journal of Zoology, Израиль
- Italian Journal of Zoology, Италия

## J
- Japanese Journal of Applied Entomology and Zoology
- Journal of Ethology springer.com
- Journal of Experimental Zoology
- Journal of Zoological Systematics and Evolutionary Research
- Journal of Zoology, 1830, Лондон.  В 1833—1965 — Proceedings of the Zoological Society of London.

## N
- New Zealand Journal of Zoology, Новая Зеландия
- North-Western Journal of Zoology

## O
- Open Zoology Journal, онлайновый журнал от издательства Bentham Science Publishers

## P
- Physiological and Biochemical Zoology

## T
- The Raffles Bulletin of Zoology, международный журнал по зоологии юго-восточной Азии
- The Zoologist, 1843, Великобритания, объединен с British Birds в 1916
- Turkish Journal of Zoology

## U
- University Journal of Zoology, Rajshahi University

## Z
- Zoo Biology, проблемы зоопарков и аквариумов
- ZooKeys
- Zoologica Poloniae
- Zoologica Scripta
- Zoological Journal of the Linnean Society
- Zoological Science, Япония, журнал общества Zoological Society of Japan.
- Zoologischer Anzeiger
- Zoology, 1886, Германия
- Zoomorphology, Германия
- Zoosystema (Франция; до 1997 — Bulletin of the national Museum of natural history, section A, zoology)
- Zoosystematica Rossica, международный журнал издаваемый Зоологическим институтом РАН
- Zootaxa, Новая Зеландия
- Zoologichesky zhurnal (Зоологический журнал), Россия (в 1997-1999 назывался Russian Journal of Zoology)